# Versicherungshaus Am Wall 128/134

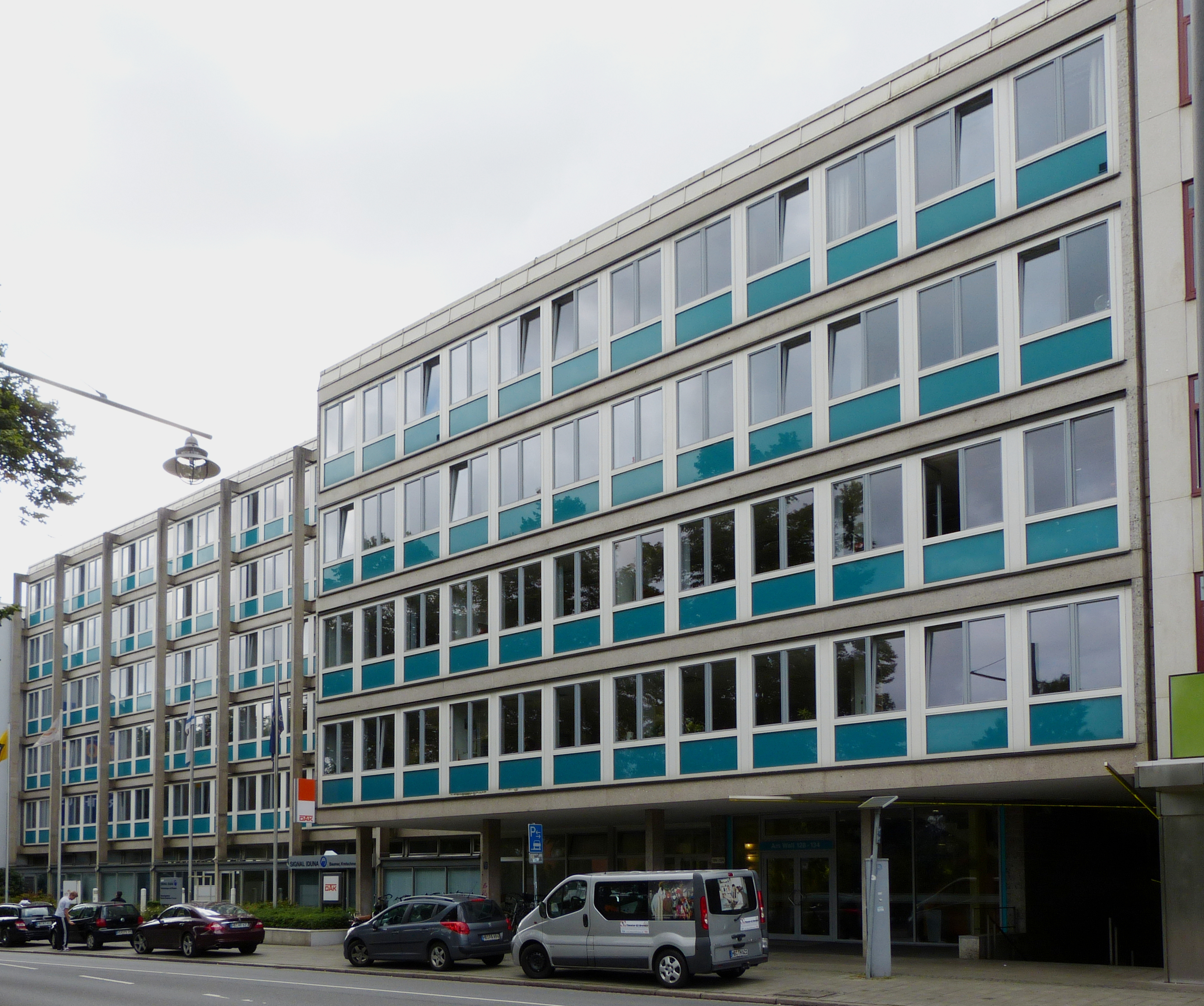
Versicherungshaus Am Wall 128/134

Das Versicherungshaus Am Wall 128/134 in Bremen-Mitte, Am Wall Nr. 128 bis 134, steht zentral, nahe der Altstadt. Das Gebäude gehört zu den bedeutenden Bremer Bauwerken.

## Geschichte
In zentraler, städtischer Lage entstand 1956/57 nach Plänen der Architekten Friedrich Kraemer und Ernst Sieverts (Braunschweig) ein fünf- bis sechsgeschossiges Bürohaus für die Vereinigte Lebensversicherungsanstalt, das zur Ansgaritorswallstraße ein weiteres Untergeschoss hat. Architektonisch ist das moderne, klar gegliederte Gebäude aus Beton und Glas und mit seiner plastischen Struktur aus seinen freistehenden, schmalen Tragwerkspfeilern ein Kontrast zu seinen flächigen Nachbarhäusern. Ein fünfgeschossiger, flächenbündiger Gebäudeteil steht in der Straßenflucht zur Straße Am Wall teilweise vor dem sechs-/siebengeschossigen Hauptgebäude. Durch einen arkadenartiger Unterraum führt eine Treppenpassage zur tiefer gelegenen Ansgaritorswallstraße und zur Knochenhauerstraße in die Altstadt.
1974 wurde das Gebäude durch eine BDA-Belobigung ausgezeichnet. Der architekturführer bremen schreibt später dazu: „Durch diesen Rücksprung kommt umso wirkungsvoller ein konstruktives Merkmal zum Tragen: die vor die Fassade gestellte Tragstruktur des Betonskeletts.“
Auch heute (2014) werden die Gebäude für Bürozwecke durch die DAK-Gesundheit und die Signal Iduna-Versicherung und Läden genutzt.